# Dziewierzewo (gromada)
Dziewierzewo – dawna gromada, czyli najmniejsza jednostka podziału terytorialnego Polskiej Rzeczypospolitej Ludowej w latach 1954–1972.
Gromady, z gromadzkimi radami narodowymi (GRN) jako organami władzy najniższego stopnia na wsi, funkcjonowały od reformy reorganizującej administrację wiejską przeprowadzonej jesienią 1954 do momentu ich zniesienia z dniem 1 stycznia 1973, tym samym wypierając organizację gminną w latach 1954–1972.
Gromadę Dziewierzewo z siedzibą GRN w Dziewierzewie utworzono – jako jedną z 8759 gromad na obszarze Polski – w powiecie żnińskim w woj. bydgoskim, na mocy uchwały nr 24/19 WRN w Bydgoszczy z dnia 5 października 1954. W skład jednostki weszły obszary dotychczasowych gromad Dziewierzewo, Miastowice i Żarczyn ze zniesionej gminy Żarczyn w powiecie żnińskim oraz obszar dotychczasowej gromady Górki Zagajne ze zniesionej gminy Królikowo w powiecie szubińskim w tymże województwie. Dla gromady ustalono 21 członków gromadzkiej rady narodowej.
1 stycznia 1972 gromadę Dziewierzewo połączono z gromadą Gorzyce, tworząc z ich obszarów gromadę Gorzyce z siedzibą Gromadzkiej Rady Narodowej w Gorzycach w tymże powiecie (de facto gromadę Dziewierzewo zniesiono, włączając jej obszar do gromady Gorzyce).